# Kolibri Games
Kolibri Games GmbH ist ein deutsches Entwicklerstudio von Mobile Games mit Sitz in Berlin. Es wurde 2016 in Karlsruhe als Fluffy Fairy Games gegründet. Das Unternehmen entwickelt Idle-Games für mobile Endgeräte und erlangte internationale Bekanntheit mit dem Spiel Idle Miner Tycoon, das über 100 Millionen Mal heruntergeladen wurde. Ubisoft erwarb im Februar 2020 einen 75-prozentigen Mehrheitsanteil an Kolibri Games.

## Geschichte
Das Unternehmen wurde 2016 von den KIT-Studenten Janosch Sadowski, Daniel Stammler, Sebastian Karasek, Oliver Löffler und Tim Reiter als Fluffy Fairy Games in Karlsruhe gegründet und ohne Beteiligungen von Investoren aufgebaut. Bis zur Übernahme durch den französischen Computerspiel-Publisher Ubisoft 2020 behielt das Unternehmen diese Unabhängigkeit aufrecht. Dies gelang, da der Umsatz von 2016 bis 2019 aufgrund des Erfolgs von Idle Miner Tycoon um mehr als 12.000 Prozent gesteigert werden konnte. Diese erschien in einer ersten Version nach rund zweimonatiger Entwicklungszeit im Juli 2016 und wird seitdem kontinuierlich weiterentwickelt. 2018 spielten täglich rund zehn Millionen Spieler weltweit den Titel. Umsatz generierte das Spiel jeweils etwa hälftig durch Werbeeinblendungen und In-App-Käufe.
Im Januar 2018 zog das Unternehmen nach Berlin um und benannte sich im Oktober desselben Jahres in Kolibri Games um. 2019 erzielte das Studio einen Umsatz von 38 Mio. Euro. Ubisoft erwarb im Februar 2020 für 120 Mio. Euro einen Anteil von 75 % an Kolibri Games sowie die Option auf Erwerb der restlichen Anteile bis 2025. Zu diesem Zeitpunkt hatte das Unternehmen etwas über 100 Mitarbeiter. Ubisoft erwarb das Studio mit der Absicht in den Bereich der Idle-Handyspiele zu expandieren. Im April 2021 verließen die Gründer Daniel Stammler, Janosch Sadowski und Oliver Löffler das Unternehmen. An ihrer Stelle übernahm Guillaume Verlinden als Managing Director die Leitung des Unternehmens.

## Spiele
- 2016: Idle Miner Tycoon
- 2018: Idle Factory Tycoon
- 2020: Idle Farm Tycoon
- 2020: Idle Pirate Tycoon
- 2020: Idle Restaurant Tycoon
- 2021: Idle Firefighter Tycoon
- 2021: Idle High School Tycoon
- 2021: Idle Mail Tycoon

Kolibri Games fokussiert sich auf Idle-Games für Smartphones. Das erfolgreichste Spiel des Unternehmens, Idle Miner Tycoon, wurde bis Anfang 2020 über 100 Millionen Mal heruntergeladen. Alle Titel von Kolibri Games sind für iOS und Android als Free-to-Play-Titel erhältlich.

## Auszeichnungen
- 2018: Red Herring – Top 100 Europe und Top 100 Global[14]
- 2018: Deloitte – Platz 1 in der Kategorie „Rising Stars“ (deutsche Startups mit dem höchsten Umsatzwachstum)[15]
- 2020: Deloitte – Platz 1 der Technology Fast 50 Award (deutsche Tech-Unternehmen mit dem schnellsten Umsatzwachstum)[16]
- 2021: Financial Times – Platz 6 in der Liste „Europe’s Fastest Growing Companies“[17]

2020 wurden die Gründer von Kolibri Games in die deutschsprachige Ausgabe der „Forbes 30 Under 30“ aufgenommen.